# Mowbray-Nationalpark
Der Mowbray-Nationalpark (englisch Mowbray National Park) ist ein etwa 86 Quadratkilometer großer Nationalpark in Queensland, Australien. Seit 1988 ist er wegen seiner natürlichen Schönheit, der Artenvielfalt, seiner Evolutionsgeschichte und als Habitat für zahlreiche bedrohte Tierarten als UNESCO-Weltnaturerbe Wet Tropics of Queensland gelistet. Der Park ist außerdem Teil der Wooroonooran Important Bird Area in der zahlreiche endemische Vogelarten beheimatet sind. Für die Tierwelt ist er ein wichtiger Korridor zwischen der Daintree/Carbine Tablelands-Region im Norden und den Parks der Atherton Tablelands im Süden. Der pyramidenförmige Black Mountain ist das Wahrzeichen des Mowbray-Nationalparks.

## Lage
Der Park befindet sich in der Region Far North Queensland und liegt etwa 50 Kilometer nördlich von Cairns und 5 Kilometer westlich von Port Douglas. Im Süden grenzt er unmittelbar an den Kuranda-Nationalpark. Zugang zum Park hat man über die Mowbray River Road die in der Nähe von Craiglie vom Captain Cook Highway abzweigt. Nach etwa 5 Kilometer erreicht man den historischen Bump Track, der bereits 1877 angelegt wurde, um zu den Goldfeldern im Hinterland zu gelangen. Er war berüchtigt für seine steilen Anstiege, oftmals mussten die Passagiere der Kutschen aussteigen und Teile des Wegs zu Fuß zurücklegen.

## Flora und Fauna
Die Vegetation ist geprägt von offenen Eukalyptuswäldern und tropischem Regenwald. Hier ist die Heimat des gefährdeten Helmkasuars (Casuarius casuarius johnsonii), ein flugunfähiger Vogel der bis zu 2 m Größe erreicht, und dem seltenen Lumholtz-Baumkänguru (Dendrolagus lumholtzi).